# Châu Bính
Châu Bính là một xã thuộc huyện Quỳ Châu, tỉnh Nghệ An, Việt Nam.
Xã Châu Bính có diện tích 132,82 km², dân số năm 1999 là 4223 người, mật độ dân số đạt 32 người/km².